# Het Rif (Schiermonnikoog)
Het Rif is een brede zandplaat in de Nederlandse Waddenzee die is vastgegroeid aan de zuidwestkant van het Friese eiland Schiermonnikoog.
Het Rif is een vrij hoge zandplaat van zeker anderhalve meter boven NAP, met sinds enkele jaren lichte duinvorming. De zandplaat is ontstaan door de afsluiting van de Lauwerszee in 1969. Door deze afsluiting stroomde er minder water door de geul tussen Ameland en Schiermonnikoog, waardoor de geul minder diep werd. Het Westerstrand van Schiermonnikoog werd daarbij breder en er groeide een oude zandplaat vast aan het Westerstrand, die nu het Rif genoemd wordt.
Eind jaren 1990 was de zandplaat nog een stuivende vlakte waar geen enkele plant kon overleven. In 2004 raakten sommige gebieden van de zandplaat begroeid, vooral met zeekraal. De zandplaat dient als broedplaats van zeevogels zoals de sterns, en is tijdens het broedseizoen (van mei tot augustus) verboden gebied. De plaat is ook een geliefde rustplaats voor zeehonden. Sinds 2013 ontwikkelen zich op de plaat jonge kwelders, welke steeds verder begroeid raken. In de zomer kleurt de plaat roze van de bloeiende Lamsoor. 